# Robert Askin
Pour les articles homonymes, voir Askin.
Robert William Askin (4 avril 1907 - 9 septembre 1981) est le 32e premier ministre de Nouvelle-Galles du Sud de 1965 à 1975. De son vrai nom, Robin William Askin, il a toujours détesté son prénom et il le change en 1971.

## Jeunesse
Il est né à Sydney en 1907 [3] (et non 1908, comme on l'a allégué dans les ouvrages de référence), et grandit à Glebe, un quartier ouvrier de la proche banlieue de Sydney. Il est un étudiant quelconque (même s'il est un grand footballeur et un bon joueur de cartes), et arrête ses études à la fin du lycée en 1921. À l'agence bancaire où il commence sa vie professionnelle, il gagne le surnom de "Slippery Sam" (Sam, le suspect), parce qu'il y acquiert la réputation de passer beaucoup de son temps, à faire du trafic sur les courses de chevaux. Il s'engage dans l'armée pendant la Seconde Guerre mondiale et sert en Nouvelle-Guinée et à Bornéo. 

## Carrière politique
Avec ses  origines ouvrières et ses affiliations syndicales, on aurait pu s'attendre à ce qu'Askin adhère au parti travailliste australien, mais il préfère rejoindre le Parti libéral en 1947, après une rencontre avec un collègue de l'armée. Il gravit rapidement les échelons du parti et il devient président des libéraux de la section de Manly. Il est élu député de la circonscription de Collaroy de 1949 jusqu'à ce que la circonscription soit supprimée en 1973, après quoi il devient député de Pittwater jusqu'à sa retraite en 1975. 
Askin est élu chef du Parti libéral de Nouvelle-Galles du Sud en 1959, succédant à Philippe Henry "Pat" Morton. Son secrétaire de presse au cours de certaines de l'époque, est le futur maître tantrique, Barry Long. Bien qu'Askin ait perdu les élections de 1962 face au premier ministre sortant Robert Heffron, il remporte les élections suivantes contre le successeur de Heffron, Jack  Renshaw. Il devient premier ministre de Nouvelle-Galles du Sud, le 1er mai 1965, mettant fin à 24 ans de règne du parti travailliste.
Son élection est considérée comme la première élection avec une campagne de "style présidentiel" en Australie, avec une campagne centrée davantage sur Askin que sur le Parti libéral. Il reçoit un soutien vigoureux de la station de télévision et des journaux détenus par le magnat des médias, le conservateur Frank Packer et on prétend que la campagne des libéraux aurait coûté 2,1 plus cher que celle des travaillistes. Lors de l'élection de 1968 (avec Renshaw comme leader du parti travailliste), Askin obtient encore une plus grande majorité. Il est réélu en 1971 et, de façon plus serrée, en 1973, avec, dans ces deux occasions, l'opposition travailliste dirigée par Pat Hills. 
Essentiellement pragmatique, Askin est connu pour sa phénoménale capacité à se rappeler les visages, une «étrange» pouvoir de sentir l'opinion publique, la maîtrise des tactiques politiques et son combat avec les médias. Son mandat au sein du gouvernement est marqué par une forte opposition à une augmentation des pouvoirs du Commonwealth (il n'était pas question pour lui de savoir s'ils étaient aux mains des libéraux ou des travaillistes), une position ferme sur des questions de loi et d'ordre, un laissez-faire économique et une politique de soutien agressif pour le développement industriel et commercial. 
Askin supervise un développement rapide de la construction du centre-ville de Sydney et du quartier central des affaires, qui est suivi par la suppression controversée du Conseil municipal de Sydney en 1967 et une redistribution des limites des circonscriptions électorales municipales qui vise à réduire la puissance de ses concurrents travaillistes. Parmi ses décisions les plus controversées, la construction d'un énorme système d'autoroute prévu pour être installé dans le cœur historique du centre-ville et sa proche banlieue, comme les quartiers de Glebe et Newtown, et d'un autre programme ambitieux de destruction des quartiers historiques de Woolloomooloo et The Rocks. Sous l'administration Askin, de nouveaux développements dans le centre de Sydney ont lieu qui portent le développement de la ville à un niveau plus élevé que jamais. 
En 1966, Askin est impliqué dans deux célèbres controverses. Au cours de sa campagne, il exploite cyniquement le malaise laissé par l'augmentation du coût de la construction de l'opéra de Sydney et, dès qu'il arrive au gouvernement, son ministre des Travaux publics, Davis Hughes, commence à affirmer vouloir le contrôle du projet et demande une maîtrise des coûts. Cela l'amène à un conflit direct avec l'architecte Joern Utzon et, en février 1966, après une âpre confrontation et la suspension des paiements par Hughes, Utzon démissionne, suscitant un vaste tollé.
L'autre célèbre incident se produit en octobre 1966 au cours de la visite d’État du Président des États-Unis, Lyndon B. Johnson. Comme le cortège de voitures conduit Johnson à travers les rues de Sydney, plusieurs manifestants contre la guerre du Viêt Nam, notamment Graeme Dunstan, se jettent devant la voiture transportant Askin et Johnson et, lorsque le conducteur demande des instructions à Askin, celui-ci lui dit sans ambages: "Roulez sur ces salauds!" ("Run over the bastards!"). L'événement est largement rapporté dans la presse et l'émission d'actualité This Day Tonight de la chaîne ABC provoque une tempête de controverses lorsqu'elle rappelle les propos grossiers d'Askin dans une chanson satirique. 
Le mandat d'Askin est également marqué par une augmentation importante des activités des groupes criminels organisés en Nouvelle-Galles du Sud. Askin est connu pour être très friand de paris sur les courses de chevaux et on le voyait souvent sur les champs de courses. 
Après sa mort, des rumeurs persistantes ont couru selon lesquelles Askin, qui aurait été assisté par le commissaire de police Norman Allan, aurait supervisé la création d'un lucratif réseau de corruption impliquant des personnalités politiques, des fonctionnaires et la police dans le secteur naissant du crime organisé à Sydney. L'une de ces rumeurs affirme que Askin aurait régulièrement reçu de l'argent des syndicats de jeux illégaux; le journaliste David Hickie a prétendu que Askin aurait reçu 100 000 AUD $ de l'époque par an en pots-de-vin d'un syndicat du crime dirigé par le célèbre Perc Galea.
On a également prétendu que son administration avait activement protégé des membres du syndicat du crime comme le bandit Lenny McPherson, bien connu à Sydney à l'époque, que Askin 
avait vendu des décorations  nobiliaires attribuées à des hommes d'affaires, comme celles à "Sir" Paul Strasser de Parkes Development et à "Sir" Peter Abeles de Ansett Airlines et Thomas Nationwide Transport entre 20 000 $ et 6020 000 $ chacun et qu'il en avait également donné à des alliés de confiance, comme le commissaire de police Allan. 
Le fils du patron du crime feu Abe Safran, Alan Safran, affirme dans son livre Gentle Satan: Abe Saffron, My Father que son père avait une relation de corruption et d'amitié avec Askin et le commissaire de police Allan. Ces relations se traduisaient, notamment, par le paiement à Askin et Allan d'entre 5 000 $ et 10 000 $ par semaine et les courses de chevaux qui étaient trafiquées pour faire gagner Askin. Il affirme également que Safran était devenu le porteur de valise pour la plupart des activités du crime organisées à Sydney, la collecte et la transmission des pots-de-vin à Askin, Allan et aux autres.  En plus, dans la deuxième édition de son livre The Politics of Heroin, Alfred W. McCoy, dans le chapitre racontant la faillite de la Nugan Hand Bank, mentionne que Askin et Saffron dinaient régulièrement ensemble au Bourbon and Beefsteak Bar and Restaurant, détenu par l'Américain Maurice Bernard Houghton. 
Vers la fin de sa carrière, les rumeurs de corruption s'amplifient, et Askin est impliqué dans une autre grande controverse politique. En 1971, alors qu'il travaille sur un programme d'informatisation, l'expert de la police Phillip Arantz découvre que les services de police de Nouvelle-Galles du Sud sous-déclarent systématiquement les chiffres sur la criminalité de l'époque. La conclusion évidente de cette constatation est que les policiers ont essayé de dissimuler l'importance de la corruption, qui aurait remonté jusqu'à mettre en cause le chef de la police lui-même et la généralisation de l'implication de la police dans la criminalité organisée. 
Arantz remet les résultats de son travail à de hauts responsables de la police, qui les écartent d'un revers de main. Arantz, désormais reconnu comme l'un des pionniers des Messieurs mains-propres australiens peut constater qu'Allan, même s'il n'est pas directement impliqué dans les affaires, était au moins au courant de ce qui se passait et qu'il voulait étouffer les révélations d'Arantz. 
Arantz remet finalement discrètement ses découvertes à la presse et Allan commence alors une campagne pour détruire la crédibilité d'Arantz. Arantz est suspendu de ses fonctions, contraint de subir une expertise psychiatrique et renvoyé de la police de façon honteuse, il lui faut des années pour refaire sa réputation. Dans l'intervalle, Allan et Askin ont pris leur retraite, en évitant d'être éclaboussés par le scandale, et par la suite, les affirmations d'Arantz sont finalement confirmées, mais Askin et Allan étaient morts depuis longtemps.
Tout au long de son mandat de premier ministre, Askin est assisté avec compétence par Charles Cutler comme vice-premier ministre et leader du Country Party. Cutler exerce les fonctions de premier ministre lorsqu'Askin est souffrant de la maladie. Askin prend sa retraite politique en janvier 1975. À ce moment-là, c'est un homme malade, après avoir subi deux attaques cardiaques en 1969 et 1973. Son état de santé baisse encore davantage après 1975, et il meurt d'une pneumonie le 9 septembre 1981. Il laisse un patrimoine évalué à un peu moins de 2 millions de dollars australiens - une très forte somme pour l'époque - dont la plus grande partie est composée d'actions.

## Les allégations de corruption
Interrogé sur sa richesse, Askin l'a toujours attribuée à ses rémunérations publiques, à son mode de vie frugal, à ses investissements judicieux et sa façon maligne de "mener sa barque". Après sa mort, l'Australian Taxation Office vérifie sa succession et, même s'il ne peut pas prouver qu'elle est d'origine criminelle, il montre que pour une partie substantielle, elle provient de revenus d'origine inconnue. 
Après sa mort, les journalistes d'investigation sont dégagés de la menace de poursuites pour diffamation car en Australie, à la différence des États-Unis, il n'y a pas de garantie constitutionnelle sur la liberté d'expression - et les publications de ses histoires de corruption faisaient condamner la presse presque immédiatement. 
Le jour même de l'enterrement d'Askin, les journalistes David Hickie et David Marr font sensation avec la première publication d'une série d'articles expliquant les allégations de corruption du Askin et qui paraissent dans le National Times sous le titre "Askin: l'ami du crime organisé". Ces accusations sont examinées plus en détail dans le livre d'Hickie paru par la suite: Le prince et le premier ministre ("The Prince And The Premier"). 
Bien que les associés d'Askin - notamment son ancien secrétaire privé - aient toujours nié sa corruption, et que peu d'éléments de preuve aient pu être apportés, les rumeurs ont été largement considérées comme confirmées lorsque, après le décès de son épouse, en 1984, on a révélé qu'elle avait laissé un patrimoine évalué à près de 4 millions de dollars australiens - dont la plupart étaient légués à une société protectrice des animaux, la RSPCA.